# Lieja-Bastoña-Lieja 1988
La Lieja-Bastogne-Lieja 1988 fue la 74.ª edición de la clásica ciclista Lieja-Bastoña-Lieja. La carrera se disputó el domingo 17 de abril de 1988, sobre un recorrido de 260 km. 
El vencedor final fue el holandés Adrie van der Poel (PDM), que se impuso al belga Michel Dernies (Lotto) y al británico Robert Millar (Fagor-MBK), segundo y tercero respectivamente. 

## Clasificación final
| Posición | Ciclista           | Equipo         | Tiempo   |
| -------- | ------------------ | -------------- | -------- |
| 1        | Adrie van der Poel | PDM            | 6h42'00" |
| 2        | Michel Dernies     | Lotto          | s.t.     |
| 3        | Robert Millar      | Fagor-MBK      | s.t.     |
| 4        | Steven Rooks       | PDM            | a 34"    |
| 5        | Sean Kelly         | KAS-Canal 10   | a 45"    |
| 6        | Luc Roosen         | Roland         | s.t.     |
| 7        | Charly Mottet      | Système U      | s.t.     |
| 8        | Rolf Sørensen      | Ariostea-Gres  | s.t.     |
| 9        | Phil Anderson      | TVM-Van Schilt | s.t.     |
| 10       | Martin Earley      | KAS-Canal 10   | s.t.     |